# Chfn
chfn è un comando presente nei sistemi operativi Unix e Unix-like
Il suo compito è quello di mostrare le informazioni aggiuntive presenti nell'account di un utente, riassunte nel campo GECOS (General Electric Comprehensive Operating System).
- Nome completo (normalmente l'unico utilizzato)
- Il numero dell'ufficio e dell'edificio
- Interno
- Recapito telefonico
- Home directory dell'utente
- La shell

Ecco un esempio:
```
 chfn linux
 Password: 
 Changing the user information for linux
 Enter the new value, or press ENTER for the default
 Full Name: Linux
 Room Number [1]: 1
 Work Phone [2]: 2
 Home Phone [3]: 3
```

Per visualizzare le informazioni inserite si può utilizzare il comando finger